# Grevillea vestita
Grevillea vestita är en tvåhjärtbladig växtart. Grevillea vestita ingår i släktet Grevillea och familjen Proteaceae.

## Underarter
Arten delas in i följande underarter:
- G. v. isopogoides
- G. v. vestita